# Palaquium bataanense
Palaquium bataanense är en tvåhjärtbladig växtart som beskrevs av Elmer Drew Merrill. Palaquium bataanense ingår i släktet Palaquium och familjen Sapotaceae. IUCN kategoriserar arten globalt som sårbar.
Artens utbredningsområde är Filippinerna. Inga underarter finns listade i Catalogue of Life.